# Hakuchi (era)
La era Hakuchi (白雉?) fue una era japonesa (年号, nengō?) posterior a la era Taika y anterior a un período que no tuvo nombre oficial sino hasta comienzos de la era Shuchō en 686. Esta era abarca del año 650 al 655. El emperador reinante fue Kōtoku-tennō (孝徳天皇?).

## Cambio de era
- Hakuchi gannen (白雉元年?); 650: La era Hakuchi comenzó el sexto año de la era Taika.[2]  El daimyō de la provincia de Nagato le regaló un faisán blanco al emperador, quien queda tan agradecido de recibir tan extraordinario regalo que dirige una serie de audiencias para que los sadaijin y los udaijin se unieran a él para admirar al ave. Por la ocasión, el emperador cambió el nombre de la era a Hakuchi (que significa «faisán blanco»).[3]

## Eventos de la eraHakuchi
- Hakuchi 1 (650):  Kōtoku ordena que todos los prisioneros sean liberados.[1]
- Hakuchi 5, (654): una gran cantidad de ratas invaden la provincia de Yamato, lo cual es visto como una señal de que la capital debe de reubicarse.[2]
- Hakuchi 5 (654): Kōtoku muere a la edad de 59 después de un reinado de 10 años.[4]